# Water-polo aux Jeux olympiques d'été de 1964
Navigation
Rome 1960 Mexico 1968
Cet article présente les résultats et d'autres informations concernant la compétition de water-polo aux Jeux olympiques d'été de 1964 à Tokyo.

## Palmarès
| Podiums | Or      | Argent      | Bronze           |
| Hommes  | Hongrie | Yougoslavie | Union soviétique |

## Lieux de la compétition
Tous les matches de la compétition ont lieu dans la piscine métropolitaine couverte de Tokyo, située dans le quartier de Sendagaya, arrondissement de Shibuya. Cette installation pouvait alors accueillir 3 014 spectateurs. Construite spécialement pour les troisièmes Jeux Asiatiques, elle dispose d'un bassin de 50 mètres de long et 20 mètres de large, et peut accueillir 9 couloirs. Elle comprend aussi un bassin de plongeon de 25 x 20 mètres, avec un tremplin de 10 mètres.
Les trois installations sportives suivantes sont mises à disposition des équipes pour leur entraînement :
- la piscine métropolitaine couverte de Tokyo (voir ci-dessus) ;
- la piscine du jardin extérieur du sanctuaire de Meiji, dans le quartier de Kasumigaoka, arrondissement de Shinjuku ;
- la piscine de l'université de Tokyo, dans le quartier de Motofuji, arrondissement de Bunkyō.

Les deux premières étaient équipées de bassins de 50 mètres ; la dernière d'un bassin de 25 mètres.

## Équipes qualifiées
Le  Japon est qualifié en tant que pays organisateur
Six équipes sont qualifiées automatiquement en raison de leur classement aux Jeux olympiques d'été de 1960 à Rome:
- Italie, médaille d'or
- Union soviétique, médaille d'argent
- Hongrie, médaille de bronze
- Yougoslavie, 3e
- Pays-Bas, 4e
- Roumanie, 5e

Trois équipes sont qualifiées d'après leur classement au championnat d'Europe de 1962 :
- Équipe unifiée d'Allemagne
- Suède
- Belgique

Trois équipes sont qualifiées d'après leur classement aux Jeux panaméricains de 1963 :
- États-Unis
- Brésil
- Argentine

Une équipe est qualifiée d'après son classement aux Jeux eurasiatiques (?) :
- Australie

Deux équipes sont qualifiées d'après leur classement au championnat africain :
- Égypte
- Afrique du Sud

## Équipes participant à la compétition
La Suède et l'Argentine ne participeront pas et l'Afrique du Sud n'a pas été invitée.
Treize équipes disputent finalement la compétition :
- Groupe A : Italie, Japon, Roumanie
- Groupe B : Australie, Équipe unifiée d'Allemagne, Union Soviétique
- Groupe C : Brésil, États-Unis, Pays-Bas, Yougoslavie
- Groupe D : Belgique, Égypte, Hongrie

### Équipe unifiée d'Allemagne
Siegfried Ballerstedt, Hubert Hohne, Jürgen Kluge, Heinz Mader, Klaus Schlenkrich, Peter Schmidt, Klaus Schulze, Jürgen Thiel, Edgar Thiele, Dieter Vohs, Heinz, Wiitig.

### Équipe d'Australie
Nicol Barnes, Stanley R. A. Hammond, Thomas Henry Hoad, William Anthony McAtee, Ian Alexander Mills, Lelsie Ernest Nunn, Edward John Pierce, William J. B. Phillips, Graeme Leslie Samuel, Lean Albert Wiegard, Michael Rodney Withers.

### Équipe de Belgique
Jacques Cautrier, Frank D'Oosterlinck, Bruno De Hosselle, Karel De Vis, Roger De Wilde, José Dumont, André Laurent, Léon Pickers, Joseph Stappers, Johan Van Den Steen, Eric Van Reybroecke.

### Équipe du Brésil
Ney Borges Nogueira, Oswaldo Chochrane Filho, Daniel Luiz, João Goncalves Filho, Adhemar Grijó Fiilho, Marvio Kelly Dos Santos, Ivo Kesselring Carotini, Paulo Kesselring Carotini, Pedro Pinciroli Junior, Rodney Stuart Bell, Aladar Szabo

### Équipe d'Égypte
Amin Abdelrahman, Mamadouh Amir, Hussein El-Gamal, Adel El-Moalemn Sami El-Sayed, Goubran Farag, Ashraf Gamil, Mohammed Khalil, Hazem Kourched, Mohalled Abid Soliman.

### Équipe des États-Unis
David Ashley, Stanley Cole, Ronald Crawford, Daniel Drown, Charles McIlroy, Ned McIlroy, Paul McIlroy, Robert Saari, George Stransky, Anton Van Dorp, Ralph Whitney.

### Équipe de Hongrie
Miklós Ambrus, László Felkai, János Konrád, Zoltán Dömötör, Tivadar Kanizsa, Péter Rusorán, György Kárpáti, Mihály Mayer, Dezső Gyarmati, Denes Pocsik, Ottó Boros.

### Équipe d'Italie
Danio Bardi, Mario Cevasco, Giuseppe D'Altrui, Federico Dennerlein, Giancarlo Guerrini, Franco Lavatori, Gianni Lonzi, Eugeno Merello, Rosario Parmegiani, Eraldo Pizzo, Dante Rossi, Alberto Spinola.

### Équipe du Japon
Reizo Aoyama, Hachiro Arakawa, Shigenobu Fujimoto, Norihide Iida, Mineo Kato, Shigeharu Kuwabara, Keisuke Satsuki, Yoji Shimizu, Koki Takagi, Kazuya Takeuchi, Takashi Yokoyama.

### Équipe des Pays-Bas
Jan Bultman, Hendrik Hermsen, Lambertus Lniest, Abraham Leenards, Johan Muller, Nicolaas van der Voet, Alfred van Dorp, Willem van Spingelen, Henri Vriend, Willem Vriend, Gerardius Wormgoor.

### Équipe de l'Union soviétique
Igor Grabovski, Vladimir Kuznetsov, Boris Grishin, Boris Popov, Nikolay Kalashnikov, Zenon Bortkevich, Nikolay Kuznetsov, Vladimir Semionov, Viktor Ageyev, Leonid Osipov, Eduard Yegorov.

### Équipe de Yougoslavie
Milan Muškatirović, Ivo Trumbić, Vinko Rosić, Zlatko Šimenc, Bozidar Stanisic, Ante Nardelli, Zoran Janković (water-polo), Mirko Sandic, Frane Nonkovic, Ozren Bonacic, Karlo Stipanic.

## Déroulement de la compétition
Toutes les heures correspondent au Japan Standard Time (UTC+9).

### Tour préliminaire
Les douze équipes qualifiées sont réparties en quatre poules de quatre équipes chacune. Trois équipes étant absentes (Afrique du Sud, Argentine, Suède), trois poules sont en fait composées de trois équipes. Au sein de chaque poule, toutes les équipes se rencontrent. Deux points sont attribués pour une victoire, un pour un match nul, et aucun pour une défaite. Les deux premières équipes de chaque poule sont qualifiées pour les demi-finales, les autres sont éliminées de la compétition.

#### Groupe A
Classement
| Rang | Pays     | Points | J | G | N | P | Bp | Bc |
| ---- | -------- | ------ | - | - | - | - | -- | -- |
| 1    | Italie   | 4      | 2 | 2 | 0 | 0 | 9  | 6  |
| 2    | Roumanie | 2      | 2 | 1 | 0 | 0 | 12 | 8  |
| 3    | Japon    | 0      | 2 | 0 | 0 | 2 | 7  | 14 |

|  | Qualifié pour les demi-finales                                                         |
|  | Éliminé                                                                                |
|  | J matches joués; G victoires ; N nuls ; P défaites Bp buts marqués ; Bc buts encaissés |

Matches
| 11 octobre | Italie | 4-3                  | Roumanie | Piscine Métropolitaine, Tokyo                |                                              |
| 11:10      |        | (2-0, 0-2, 2-0, 0-1) |          | Spectateurs : 2 160 Arbitrage : J. Dirnweber | Spectateurs : 2 160 Arbitrage : J. Dirnweber |

| 12 octobre | Italie | 5-3                  | Japon | Piscine Métropolitaine, Tokyo             |                                           |
| 10:00      |        | (3-1, 1-0, 0-1, 1-1) |       | Spectateurs : 2 213 Arbitrage : J. Brandi | Spectateurs : 2 213 Arbitrage : J. Brandi |

| 13 octobre | Japon | 4-9                  | Roumanie | Piscine Métropolitaine, Tokyo               |                                             |
| 11:10      |       | (1-1, 2-3, 0-2, 1-3) |          | Spectateurs : 2 201 Arbitrage : H.K. De Kok | Spectateurs : 2 201 Arbitrage : H.K. De Kok |

#### Groupe B
Classement
| Rang | Pays             | Points | J | G | N | P | Bp | Bc |
| ---- | ---------------- | ------ | - | - | - | - | -- | -- |
| 1    | Union soviétique | 4      | 2 | 2 | 0 | 0 | 9  | 2  |
| 2    | Allemagne        | 2      | 2 | 1 | 0 | 1 | 5  | 4  |
| 3    | Australie        | 0      | 2 | 0 | 0 | 2 | 1  | 9  |

|  | Qualifié pour les demi-finales                                                         |
|  | Éliminé                                                                                |
|  | J matches joués; G victoires ; N nuls ; P défaites Bp buts marqués ; Bc buts encaissés |

Matches
| 11 octobre | Union soviétique | 6-0                  | Australie | Piscine Métropolitaine, Tokyo                 |                                               |
| 16:30      |                  | (1-0, 1-0, 2-0, 2-0) |           | Spectateurs : 2 326 Arbitrage : M. Manguillot | Spectateurs : 2 326 Arbitrage : M. Manguillot |

| 12 octobre | Union soviétique | 3-2                  | Allemagne | Piscine Métropolitaine, Tokyo              |                                            |
| 11:10      |                  | (1-2, 0-0, 1-0, 1-0) |           | Spectateurs : 2 213 Arbitrage : J. Bauwens | Spectateurs : 2 213 Arbitrage : J. Bauwens |

| 13 octobre | Australie | 1-3                  | Allemagne | Piscine Métropolitaine, Tokyo                    |                                                  |
| 16:30      |           | (0-1, 1-0, 0-2, 0-0) |           | Spectateurs : 2 113 Arbitrage : C.H. Angerhausen | Spectateurs : 2 113 Arbitrage : C.H. Angerhausen |

#### Groupe C
Classement
| Rang | Pays        | Points | J | G | N | P | Bp | Bc |
| ---- | ----------- | ------ | - | - | - | - | -- | -- |
| 1    | Yougoslavie | 6      | 3 | 3 | 0 | 0 | 17 | 3  |
| 2    | Pays-Bas    | 4      | 3 | 2 | 0 | 1 | 11 | 13 |
| 3    | États-Unis  | 2      | 3 | 1 | 0 | 2 | 12 | 9  |
| 4    | Brésil      | 0      | 3 | 0 | 0 | 3 | 3  | 18 |

|  | Qualifié pour les demi-finales                                                         |
|  | Éliminé                                                                                |
|  | J matches joués; G victoires ; N nuls ; P défaites Bp buts marqués ; Bc buts encaissés |

Matches
| 11 octobre | Brésil | 2-3                  | Pays-Bas | Piscine Métropolitaine, Tokyo              |                                            |
| 10:00      |        | (1-1, 0-1, 0-0, 1-1) |          | Spectateurs : 2 160 Arbitrage : E. Semenov | Spectateurs : 2 160 Arbitrage : E. Semenov |

| 11 octobre | Yougoslavie | 2-1                  | États-Unis | Piscine Métropolitaine, Tokyo            |                                          |
| 18:50      |             | (1-1, 0-0, 0-0, 1-0) |            | Spectateurs : 2 326 Arbitrage : A. Fuchs | Spectateurs : 2 326 Arbitrage : A. Fuchs |

| 12 octobre | Yougoslavie | 7-2                  | Pays-Bas | Piscine Métropolitaine, Tokyo            |                                          |
| 17:40      |             | (1-0, 2-2, 1-0, 3-0) |          | Spectateurs : 2 126 Arbitrage : A. Costa | Spectateurs : 2 126 Arbitrage : A. Costa |

| 12 octobre | États-Unis | 7-1                  | Brésil | Piscine Métropolitaine, Tokyo             |                                           |
| 18:50      |            | (1-0, 1-0, 3-0, 2-1) |        | Spectateurs : 2 126 Arbitrage : M. Natori | Spectateurs : 2 126 Arbitrage : M. Natori |

| 13 octobre | Yougoslavie | 8-0                  | Brésil | Piscine Métropolitaine, Tokyo               |                                             |
| 10:00      |             | (3-0, 0-0, 4-0, 1-0) |        | Spectateurs : 2 201 Arbitrage : Y.E. El Din | Spectateurs : 2 201 Arbitrage : Y.E. El Din |

| 13 octobre | États-Unis | 4-6                  | Pays-Bas | Piscine Métropolitaine, Tokyo                |                                              |
| 18:50      |            | (2-2, 0-3, 0-0, 2-1) |          | Spectateurs : 2 113 Arbitrage : J. Dirnweber | Spectateurs : 2 113 Arbitrage : J. Dirnweber |

#### Groupe D
Classement
| Rang | Pays     | Points | J | G | N | P | Bp | Bc |
| ---- | -------- | ------ | - | - | - | - | -- | -- |
| 1    | Hongrie  | 4      | 2 | 2 | 0 | 0 | 16 | 1  |
| 2    | Belgique | 2      | 2 | 1 | 0 | 1 | 8  | 10 |
| 3    | Égypte   | 0      | 2 | 0 | 0 | 2 | 6  | 19 |

|  | Qualifié pour les demi-finales                                                          |
|  | Éliminé                                                                                 |
|  | J matches joués ; G victoires ; N nuls ; P défaites Bp buts marqués ; Bc buts encaissés |

Matches
| 11 octobre | Hongrie | 11-1                 | Égypte | Piscine Métropolitaine, Tokyo               |                                             |
| 17:40      |         | (2-0, 3-0, 2-1, 4-0) |        | Spectateurs : 2 326 Arbitrage : M.J. Segura | Spectateurs : 2 326 Arbitrage : M.J. Segura |

| 12 octobre | Hongrie | 5-0                  | Belgique | Piscine Métropolitaine, Tokyo              |                                            |
| 16:30      |         | (0-0, 2-0, 3-0, 0-0) |          | Spectateurs : 2 126 Arbitrage : T. Batalle | Spectateurs : 2 126 Arbitrage : T. Batalle |

| 13 octobre | Égypte | 5-8                  | Belgique | Piscine Métropolitaine, Tokyo            |                                          |
| 17:40      |        | (1-2, 3-3, 1-2, 0-1) |          | Spectateurs : 2 113 Arbitrage : A. Costa | Spectateurs : 2 113 Arbitrage : A. Costa |

### Demi-finales
Les huit équipes qualifiées sont regroupées en 2 mini-championnats. Le premier regroupe les équipes qualifiées dans les groupes A et B ; la seconde celles des groupes C et D. Au sein de chaque mini-championnat, toutes les équipes se rencontrent, sauf celles qui se sont déjà rencontrées lors du tour préliminaire. Dans ce cas, le résultat du match est repris à l'identique et compte dans le classement.
Une victoire rapporte 2 points, un match nul 1 point, une défaite 0. Les deux meilleures équipes de chaque poule sont qualifiées pour la finale. Les autres disputent les matches de classement.

#### Demi-finale des groupes A et B
Dans cette demi finale, les résultats des matches Italie-Roumanie (4-3) et Union soviétique-Allemagne (3-2) sont comptabilisés dans le classement.
Classement
| Rang | Pays             | Points | J | G | N | P | Bp | Bc |
| ---- | ---------------- | ------ | - | - | - | - | -- | -- |
| 1    | Union soviétique | 5      | 3 | 2 | 1 | 0 | 7  | 4  |
| 2    | Italie           | 4      | 3 | 2 | 0 | 1 | 6  | 6  |
| 3    | Roumanie         | 3      | 3 | 1 | 1 | 1 | 10 | 10 |
| 4    | Allemagne        | 0      | 3 | 0 | 0 | 3 | 7  | 10 |

|  | Qualifié pour les finales                                                              |
|  | Éliminé (matches de classement)                                                        |
|  | J matches joués; G victoires ; N nuls ; P défaites Bp buts marqués ; Bc buts encaissés |

Matches
| 14 octobre | Italie | 0-2                  | Union soviétique | Piscine Métropolitaine, Tokyo             |                                           |
| 14:16      |        | (0-1, 0-1, 0-0, 0-0) |                  | Spectateurs : 2 089 Arbitrage : M. Natori | Spectateurs : 2 089 Arbitrage : M. Natori |

| 14 octobre | Roumanie | 5-4                  | Allemagne | Piscine Métropolitaine, Tokyo              |                                            |
| 15:20      |          | (0-0, 1-1, 2-0, 2-3) |           | Spectateurs : 2 089 Arbitrage : J. Bauwens | Spectateurs : 2 089 Arbitrage : J. Bauwens |

| 15 octobre | Italie | 2-1                  | Allemagne | Piscine Métropolitaine, Tokyo               |                                             |
| 13:00      |        | (0-0, 0-0, 1-0, 1-1) |           | Spectateurs : 2 238 Arbitrage : H.G. De Kok | Spectateurs : 2 238 Arbitrage : H.G. De Kok |

| 15 octobre | Union soviétique | 2-2                  | Roumanie | Piscine Métropolitaine, Tokyo                 |                                               |
| 14:10      |                  | (0-0, 1-1, 1-0, 0-1) |          | Spectateurs : 2 238 Arbitrage : M. Manguillot | Spectateurs : 2 238 Arbitrage : M. Manguillot |

#### Demi-finale des groupes C et D
Dans cette demi finale, les résultats des matches Yougoslavie-Pays-Bas (7-2) et Hongrie-Belgique (5-0) sont comptabilisés dans le classement.
Classement
| Rang | Pays        | Points | J | G | N | P | Bp | Bc |
| ---- | ----------- | ------ | - | - | - | - | -- | -- |
| 1    | Yougoslavie | 5      | 3 | 2 | 1 | 0 | 17 | 8  |
| 1    | Hongrie     | 5      | 3 | 2 | 1 | 0 | 15 | 9  |
| 3    | Pays-Bas    | 2      | 3 | 1 | 0 | 2 | 14 | 18 |
| 4    | Belgique    | 0      | 3 | 0 | 0 | 3 | 7  | 18 |

|  | Qualifié pour les finales                                                              |
|  | Éliminé (matches de classement)                                                        |
|  | J matches joués; G victoires ; N nuls ; P défaites Bp buts marqués ; Bc buts encaissés |

Matches
| 14 octobre | Hongrie | 6-5                  | Pays-Bas | Piscine Métropolitaine, Tokyo                    |                                                  |
| 10:00      |         | (3-0, 1-2, 1-1, 1-2) |          | Spectateurs : 2 089(?) Arbitrage : M. Manguillot | Spectateurs : 2 089(?) Arbitrage : M. Manguillot |

| 14 octobre | Yougoslavie | 6-2                  | Belgique | Piscine Métropolitaine, Tokyo               |                                             |
| 13:00      |             | (2-0, 2-1, 1-0, 1-1) |          | Spectateurs : 2 089 Arbitrage : M.J. Segura | Spectateurs : 2 089 Arbitrage : M.J. Segura |

| 15 octobre | Pays-Bas | 7-5                  | Belgique | Piscine Métropolitaine, Tokyo              |                                            |
| 15:20      |          | (3-2, 2-1, 0-1, 2-1) |          | Spectateurs : 2 238 Arbitrage : W. Fangero | Spectateurs : 2 238 Arbitrage : W. Fangero |

| 15 octobre | Yougoslavie | 4-4                  | Hongrie | Piscine Métropolitaine, Tokyo                |                                              |
| 19:20      |             | (3-0, 0-3, 1-0, 0-1) |         | Spectateurs : 2 238 Arbitrage : J. Dirnweber | Spectateurs : 2 238 Arbitrage : J. Dirnweber |

### Finale et matches de classement

#### Finale
Les quatre équipes s'affrontent dans un mini-championnat. Toutes les équipes se rencontrent, sauf celles qui se sont déjà rencontrées lors des demi-finales. Dans ce cas, le résultat du match est repris à l'identique et compte dans le classement.
Une victoire rapporte 2 points, un match nul 1 point, une défaite 0.
Dans la finale, les résultats des matches Italie-Union soviétique (0-2) et Yougoslavie-Hongrie(4-4) sont comptabilisés dans le classement.
Classement
| Rang | Pays             | Points | J | G | N | P | Bp | Bc |
| ---- | ---------------- | ------ | - | - | - | - | -- | -- |
| 1    | Hongrie          | 5      | 3 | 2 | 1 | 0 | 12 | 7  |
| 2    | Yougoslavie      | 5      | 3 | 2 | 1 | 0 | 8  | 5  |
| 3    | Union soviétique | 2      | 3 | 1 | 0 | 2 | 4  | 7  |
| 4    | Italie           | 0      | 3 | 0 | 0 | 3 | 2  | 7  |

|  | Qualifié pour les finales                                                              |
|  | Éliminé (matches de classement)                                                        |
|  | J matches joués; G victoires ; N nuls ; P défaites Bp buts marqués ; Bc buts encaissés |

Matches
| 17 octobre | Italie | 1-3                  | Hongrie | Piscine Métropolitaine, Tokyo                 |                                               |
| 13:00      |        | (0-0, 1-0, 0-2, 0-1) |         | Spectateurs : 2 149 Arbitrage : M. Manguillot | Spectateurs : 2 149 Arbitrage : M. Manguillot |

| 17 octobre | Yougoslavie | 2-0                  | Union soviétique | Piscine Métropolitaine, Tokyo            |                                          |
| 19:30      |             | (0-0, 0-0, 2-0, 0-0) |                  | Spectateurs : 2 149 Arbitrage : A. Fuchs | Spectateurs : 2 149 Arbitrage : A. Fuchs |

| 18 octobre | Italie | 1-2                  | Yougoslavie | Piscine Métropolitaine, Tokyo               |                                             |
| 13:00      |        | (0-1, 0-1, 0-0, 1-0) |             | Spectateurs : 1 984 Arbitrage : J. Dinweber | Spectateurs : 1 984 Arbitrage : J. Dinweber |

| 18 octobre | Union soviétique | 2-5                  | Hongrie | Piscine Métropolitaine, Tokyo              |                                            |
| 16:00      |                  | (0-1, 2-0, 0-1, 0-3) |         | Spectateurs : 1 984 Arbitrage : T. Batalle | Spectateurs : 1 984 Arbitrage : T. Batalle |

#### Matches de classement
Les quatre équipes s'affrontent dans un mini-championnat. Toutes les équipes se rencontrent, sauf celles qui se sont déjà rencontrées lors des demi-finales. Dans ce cas, le résultat du match est repris à l'identique et compte dans le classement.
Une victoire rapporte 2 points, un match nul 1 point, une défaite 0.
Dans la finale, les résultats des matches Roumanie-Allemagne (5-4) et Pays-Bas-Belgique (7-5) sont comptabilisés dans le classement.
Classement
| Rang | Pays      | Points | J | G | N | P | Bp | Bc |
| ---- | --------- | ------ | - | - | - | - | -- | -- |
| 1    | Roumanie  | 4      | 3 | 2 | 0 | 1 | 14 | 10 |
| 1    | Allemagne | 4      | 3 | 2 | 0 | 1 | 14 | 12 |
| 3    | Pays-Bas  | 2      | 3 | 1 | 0 | 2 | 12 | 16 |
| 4    | Belgique  | 2      | 3 | 1 | 0 | 2 | 13 | 15 |

|  | Qualifié pour les finales                                                              |
|  | Éliminé (matches de classement)                                                        |
|  | J matches joués; G victoires ; N nuls ; P défaites Bp buts marqués ; Bc buts encaissés |

Matches
| 17 octobre | Roumanie | 6-1                  | Pays-Bas | Piscine Métropolitaine, Tokyo              |                                            |
| 14:10      |          | (2-0, 1-1, 1-0, 2-0) |          | Spectateurs : 2 149 Arbitrage : J. Bauwens | Spectateurs : 2 149 Arbitrage : J. Bauwens |

| 17 octobre | Allemagne | 5-3                  | Belgique | Piscine Métropolitaine, Tokyo             |                                           |
| 15:20      |           | (0-1, 1-1, 1-1, 3-0) |          | Spectateurs : 2 149 Arbitrage : J. Brandi | Spectateurs : 2 149 Arbitrage : J. Brandi |

| 18 octobre | Roumanie | 3-5                  | Belgique | Piscine Métropolitaine, Tokyo               |                                             |
| 13:50      |          | (0-1, 1-1, 0-1, 2-2) |          | Spectateurs : 1 984 Arbitrage : M.J. Segura | Spectateurs : 1 984 Arbitrage : M.J. Segura |

| 18 octobre | Allemagne | 5-4                  | Pays-Bas | Piscine Métropolitaine, Tokyo                |                                              |
| 14:40      |           | (0-1, 2-0, 0-1, 3-2) |          | Spectateurs : 1 984 Arbitrage : N. Postiakov | Spectateurs : 1 984 Arbitrage : N. Postiakov |

### Classement final
| Rang | Sélection                  |
| ---- | -------------------------- |
| 1    | Hongrie                    |
| 2    | Yougoslavie                |
| 3    | Union soviétique           |
| 4    | Italie                     |
| 5    | Roumanie                   |
| 6    | Équipe unifiée d'Allemagne |
| 7    | Pays-Bas                   |
| 8    | Belgique                   |

## Sources
Comité Organisateur des Jeux de la XVIIIe Olympiade, Rapport officiel des Jeux de la XVIIIe Olympiade : Tokyo, 1964, vol. I & II, 1966, 1358 p.